# Edificio Cooper 2000

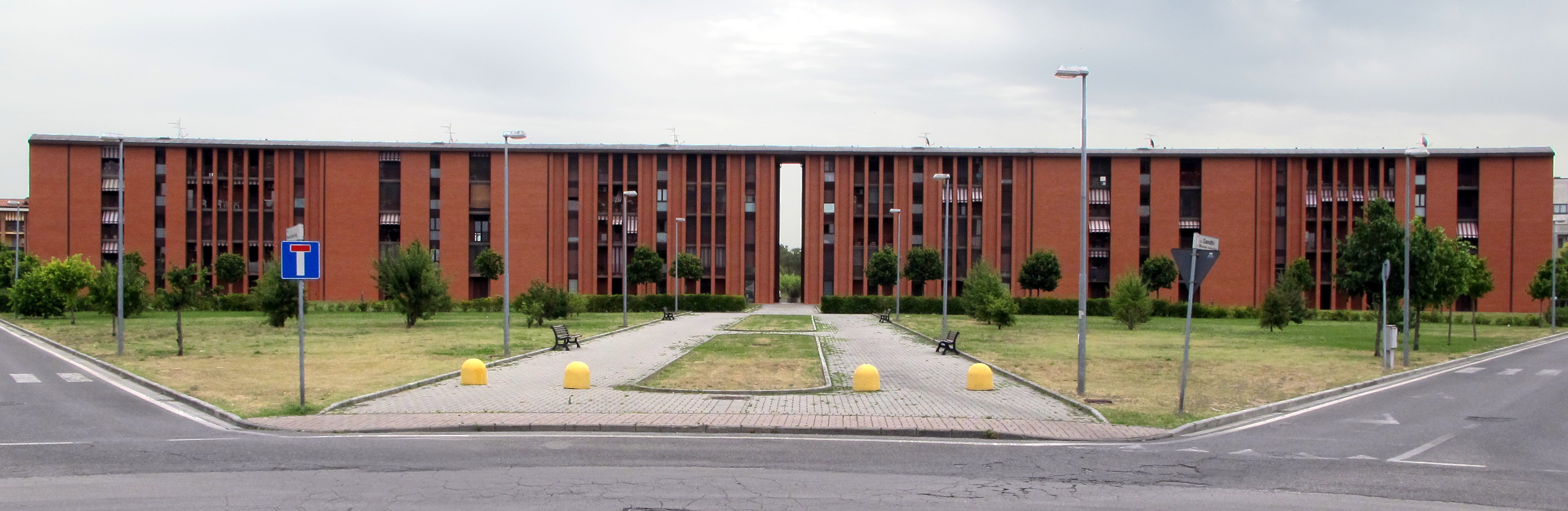
Panoramica

L'edificio Cooper 2000 è un complesso residenziale situato tra via Martin Luther King e via Gandhi in località Oltrera, nel comune di Pontedera (PI).

## Storia

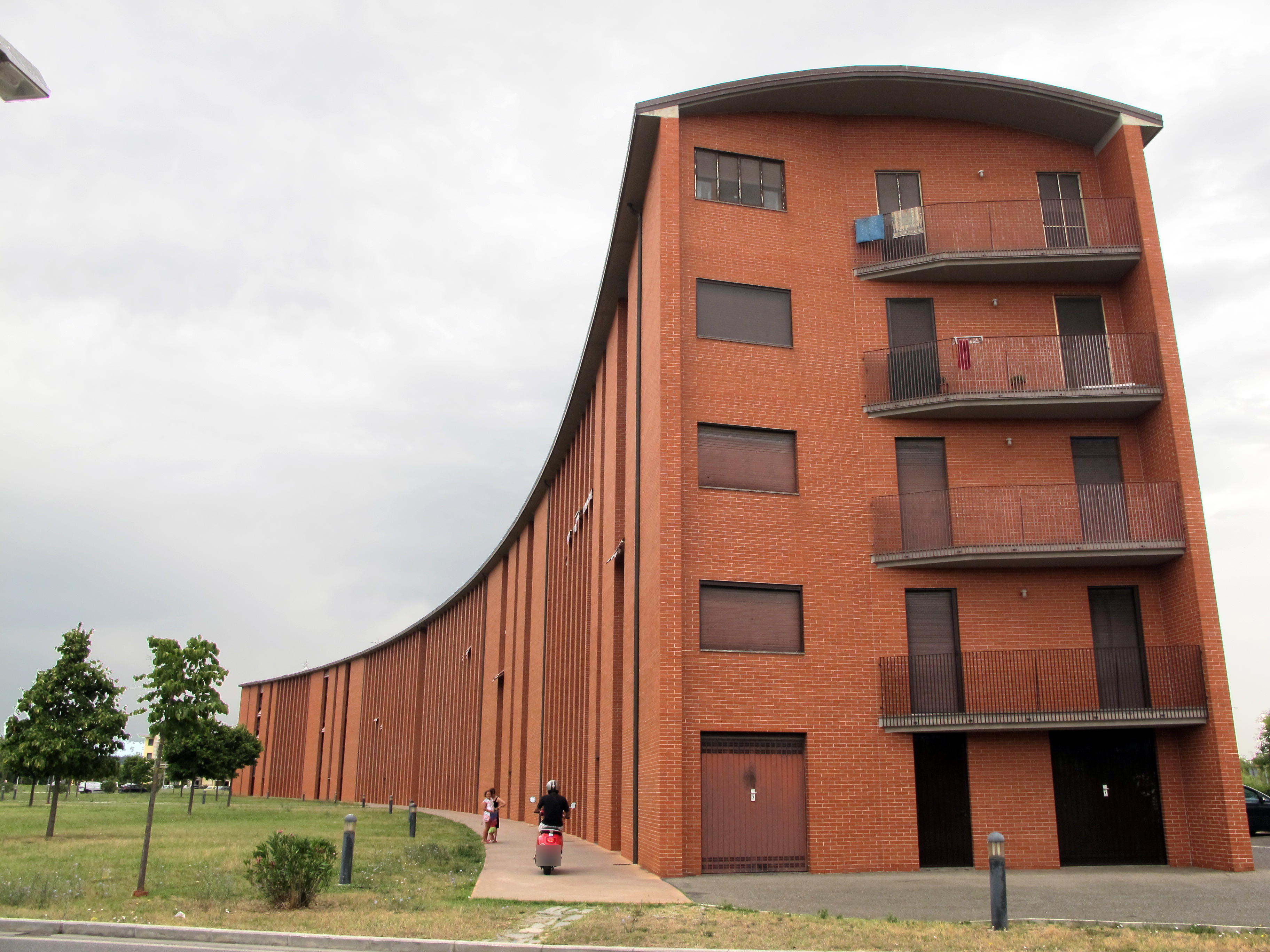
Veduta

Previsto nel piano di lottizzazione redatto dall'Amministrazione Comunale come edificio curvo con cinque piani fuori terra posto a conclusione a est dell'asse principale della città, l'edificio è stato progettato per conto della Cooperativa COOPER 2000 - C.E.T. dagli architetti Massimo Carmassi e Gabriella Ioli Carmassi tra il 1994 e il 1996, con la collaborazione degli architetti David Mount e Belinda Watt.
Secondo il progetto, sì è voluto qualificare il paesaggio urbano con un segno architettonico di chiara ed immediata riconoscibilità ponendo nello stesso tempo la massima attenzione alla qualità del vivere.
In quest'ottica è stato concepito un edificio caratterizzato da una cortina in laterizio a vista, con un lungo fronte curvilineo, aperture a sviluppo prevalentemente verticale, e dalla presenza di un "vuoto" centrale che è insieme asse di simmetria, passaggio di comunicazione tra il fronte e il retro e cannocchiale ottico verso il tessuto urbano, da una parte, e la campagna dall'altra.
Il progetto inizialmente prevedeva una maggiore accentuazione della curvatura del fronte, l'inserimento di pilastri cilindrici in metallo nella scansione del prospetto principale, la più incisiva segnalazione degli ingressi - coperti da piccole pensiline triangolari - e soprattutto la presenza di un parcheggio sotterraneo, accessibile tramite due rampe poste alle estremità del fronte, che veniva a rialzare l'edificio su di un basamento bucato dalle finestre di illuminazione del vano sottostante e che soprattutto determinava una rampa di accesso in corrispondenza del passaggio centrale, ridotto nell'altezza dalla presenza di un balcone-ponte negli ultimi due piani. La versione definitiva, che assecondava maggiormente la volontà della committenza, ha visto - oltre all'alleggerimento della curvatura del fronte, all'eliminazione dei pilastri, ad alcune modifiche nelle testate e alla diminuzione della sporgenza della gronda - la sostanziale variazione del ritmo del prospetto principale, dove la scomparsa del balcone ha reso più incisiva la fessura centrale, e soprattutto del fronte posteriore, dove, in conseguenza dell'eliminazione del parcheggio sotterraneo, sono stati inseriti i box privati.
I lavori di costruzione, diretti da Riccardo Gonnelli si sono svolti tra il 1996 e il 1998.

## Descrizione

### Ubicazione
L'edificio sorge in località Oltrera, contesto periferico piuttosto anonimo collegato con l'abitato di Pontedera a ovest e con il viadotto di raccordo con la superstrada Fi-Pi-Li a est.
Visibile dal viadotto di raccordo con la superstrada, l'edificio sorge notevolmente arretrato dall'asse viario della Tosco-Romagnola, rispetto al quale è ubicato in senso ortogonale e risulta in parte celato per la presenza di un centro commerciale direttamente prospiciente la via stessa. Sul retro del centro commerciale, oltre il grande parcheggio, un secondo rettilineo - la strada maestra di Pontedera vecchia, che penetra direttamente nel centro cittadino e corre parallela alla Tosco-Romagnola - si attesta ad est su una piazzola circolare di smistamento del traffico della quale l'edificio cooperativo, caratterizzato dall'andamento curvilineo del lungo fronte, costituisce un inaspettato fondale scenografico. Dalla rotonda si dipartono radialmente le vie M. L. King e Gandhi che, insieme con la via P. Nenni sul retro, chiudono il grande trapezio nel quale si eleva, isolata, la costruzione, esposta in senso est-ovest e collegata alla piazzola anche mediante un doppio viale pedonale perfettamente in asse con il rettilineo viario.
Gli ampi spicchi di terreno su cui si affaccia il lato ovest dell'edificio, compresi tra i due percorsi pedonali centrali e le due vie esterne radiali destinate al traffico veicolare, sono sistemati a prato. Il tessuto edilizio circostante risulta molto diradato e di recente costruzione; sul lato est, dopo il parcheggio privato ed una ampia fascia di rispetto in fase di sistemazione, la via P. Nenni separa il fronte posteriore dell'edificio da un complesso residenziale costituito da immobili a tre/quattro piani, mentre altre costruzioni stanno attualmente sorgendo nella campagna circostante.

### Esterno

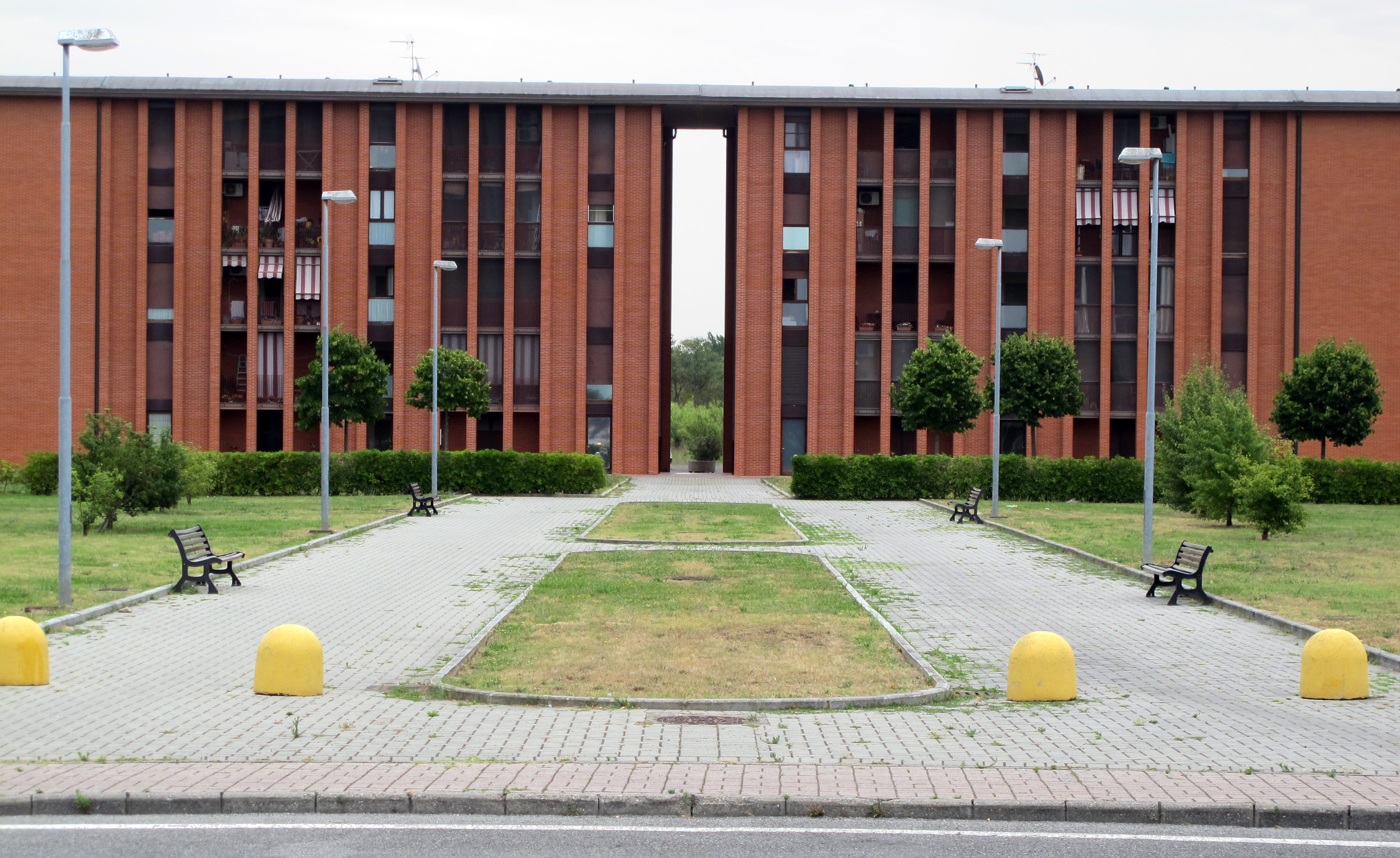
L'apertura centrale

L'edificio si inserisce in un lotto di 9.708 m2 coprendone circa 1500 ed elevandosi su cinque piani fuori terra per un totale di 20.621 m3.
Presenta una pianta curvilinea, fortemente sviluppata nel senso della lunghezza, ed una volumetria compatta, caratterizzata da un ritmo serrato di aperture e pilastri a tutta altezza.
Il lungo fronte, interamente in laterizio a vista, risulta diviso in due ali da una fessura centrale alta 15 m, stretta 3 e profonda quanto il corpo di fabbrica (meno di 10 m), che rafforza "l'estetica verticalistica anziché orizzontalistica dell'intero manufatto edilizio".
I setti murari, di diversa ampiezza sul fronte principale e di larghezza costante sul fronte posteriore, riparano i terrazzi scavati all'interno dell'edificio e separano le aperture, che risultano assimilabili a tagli verticali sviluppati per tutti i cinque piani: l'immobile assume così, ancora secondo Savi, "se non la fattezza, l'atteggiamento del colonnato", mentre l'insieme di queste caratteristiche - la compattezza stereometrica, il rivestimento in mattoni, la verticalità delle aperture, il ritmo impresso dai setti -, definiscono un'opera di chiara riconoscibilità dal punto di vista dello "stile" carmassiano, qui ancor più esaltata dalla morfologia "lunata, da sipario".
Il lato ovest, su cui si aprono gli ingressi, è preceduto da un marciapiede pavimentato in cemento gettato in opera color mattone, esteso anche all'interno del passaggio centrale, e si affaccia su un parco. Sul fronte posteriore, esposto a est, sono collocati i box auto e si concentrano i servizi e le camere.
Le testate presentano un andamento ad angolo ottuso e sono dotate di terrazzi aggettanti, invisibili sui fronti grazie al prolungamento dei setti conclusivi del fronte posteriore a cui si ammorsano, in modo da non turbare la compattezza volumetrica. Gli infissi sono in legno, con tapparelle color marrone scuro. La copertura è curva, leggermente aggettante all'esterno con una mensola in cemento armato, ed è costituita da pannelli ondulati di alluminio sostenuti da centine in ferro fissate all'ultimo solaio.

### Interno
All'interno l'edificio riunisce 48 appartamenti distribuiti in linea da sei vani scala; alle diverse calibrature degli interni (65 m², 75 m², 78 m², 91 m²) si aggiungono le abbondanti metrature (dagli 8 ai 18 m²) dei terrazzi incassati e protetti che, secondo le note dei progettisti, "oltre a contribuire a determinare una immagine esterna forte e semplice, formano uno spazio privato riservato, sul quale si affacciano gran parte degli ambienti, molto utile sia dal punto di vista funzionale e psicologico che microclimatico".

## Fortuna critica
È stato selezionato come "opera di eccellenza" per l'architettura toscana del secondo dopoguerra dalla fondazione "Giovanni Michelucci" e risulta recensito da Vittorio Savi in un articolo, significativamente intitolato Propilei, in cui viene sottolineato l'impegno dei Carmassi nel "tendere verso, spesso conseguire la bellezza architettonica come premessa alla qualità abitativa", mettendo in risalto la qualità di "segno territoriale" dell'edificio e la sua cifra compositiva che richiama le precedenti esperienze architettoniche carmassiane ed in particolare l'unità di abitazione a Cisanello presso Pisa.